# 22 Batalion Ochrony Pogranicza
Samodzielny Batalion Ochrony Pogranicza nr 22 – samodzielny pododdział Wojsk Ochrony Pogranicza.

## Formowanie i zmiany organizacyjne
Na podstawie rozkazu MON nr 055/org. z 20 marca 1948 roku, na bazie Bałtyckiego Oddziału WOP nr 4, sformowano 12 Brygadę Ochrony Pogranicza, a 17 komendę odcinka WOP przemianowano na batalion Ochrony Pogranicza nr 22.
Rozkazem Ministra Obrony Narodowej nr 205/Org. z 4 grudnia 1948 roku, z dniem 1 stycznia 1949, Wojska Ochrony Pogranicza podporządkowano Ministerstwu Bezpieczeństwa Publicznego. Zaopatrzenie batalionu przejęła Komenda Wojewódzka Milicji Obywatelskej.
Z dniem 1 stycznia 1951 roku, na podstawie rozkazu MBP nr 043/org z 3 czerwca 1950 roku, na bazie 12 Brygady Ochrony Pogranicza, sformowano 15 Brygadę Wojsk Ochrony Pogranicza, a 22 batalion Ochrony Pogranicza przemianowano na 152 batalion WOP.

## Dowódcy batalionu
- mjr Stefan Sielski (?-15.07.1949)[6]
- mjr Julian Korski (15.07.1949-29.11.1949)[6]
- por. Piotr Stankiewicz (29.11.1949-?)[6]

## Struktura organizacyjna
Dyslokacja batalionu przedstawiała się następująco :
- dowództwo batalionu – Koszalin
- 81 strażnica – Kołobrzeg
- 82 strażnica – Ustronie Morskie
- 83 strażnica – Mielno
- 84 strażnica – Łazy
- 85 strażnica – Darłowo